# Unto This Last
Unto This Last (littéralement jusqu'à ce dernier) est un ouvrage de John Ruskin qui réunit quatre essais sur l'économie, parus initialement entre août et décembre 1860 dans le mensuel Cornhill Magazine. Ce titre est tiré d'un verset de l'évangile de Matthieu.
Très critique à l'égard des économistes capitalistes du XVIIIe et du XIXe siècle, l'ouvrage joue un rôle de précurseur de l'économie sociale. Il a profondément influencé la pensée économique de Ghandi.

## Le titre
Le titre est tiré de la parabole des Ouvriers de la onzième heure, dans l'évangile selon Matthieu (20:14). Dans la version de la King James version (1611), on lit : « Take that thine is, and go thy way: I will give unto this last, even as unto thee. » Soit dans la traduction de la Bible de Jérusalem: « Prends ce qui te revient et va-t'en. Il me plaît de donner à ce dernier venu autant qu'à toi. »
Les « derniers » dont parle l'évangile sont les ouvriers de la onzième heure. Dans cette parabole, le maître engage des ouvriers et leur donne un denier pour leur journée de travail. Mais il voit aussi, à différentes heures du jour (troisième, sixième, neuvième et onzième heure), d'autres ouvriers désœuvrés et à chaque fois, il les engage. À la fin de la journée, il verse à chaque ouvrier un salaire complet, quel qu'ait été la durée de leur engagement. Ainsi donc, la bonté du maître dépasse la stricte justice, mais sans la léser (puisque les ouvriers qui ont travaillé toute la journée reçoivent leur salaire).
Mais plutôt que de discuter de l'interprétation religieuse contemporaine de la parabole, selon laquelle les ouvriers de la onzième heure seraient des convertis sur le lit de mort, ou les peuples du monde qui viennent tardivement à la religion, Ruskin se penche sur les implications sociales et économiques, discutant de questions telles que qui devrait recevoir un salaire décent. Cet essai est très critique à l'égard des économistes des XVIIIe et XIXe siècles. En ce sens, Ruskin est un précurseur de l'économie sociale. Parce que l'essai s'attaque également aux effets destructeurs de l'industrialisme sur le monde naturel, certains historiens y ont vu une anticipation du mouvement vert
L'ouvrage porte en épigraphe les versets 20:13-14 de l'évangile de Matthieu — « Il répondit à l`un d`eux: Mon ami, je ne te fais pas tort; n`es-tu pas convenu avec moi d`un denier? Prends ce qui te revient, et va-t`en. Je veux donner à ce dernier autant qu`à toi. » — suivis du verset 11:12 du Livre de Zacharie : « Je leur dis alors : Si cela vous semble bon, donnez-moi mon salaire, sinon n'en faites rien. Ils pesèrent mon salaire : trente sicles d'argent. »

## Réception
Ruskin dit lui-même que ses essais furent « très violemment critiqués », ce qui obligea l'éditeur à interrompre la publication au bout de quatre mois. Les critiques ont vivement attaqué ces essais et les abonnés envoyèrent des lettres de protestation. Mais Ruskin contre-attaqua et publia les quatre essais en livre en mai 1862.

## LaParaphrasede Gandhi
Unto This Last eut une grande importance sur la pensée de Mahatma Gandhi. Il écrira d'ailleurs dans son Autobiographie que Ruskin est un des trois « modernes » qui ont produit une impression profonde dans sa vie, précisément par ce livre — les deux autres étant Raychandbhai et Tolstoï. Et il dira: « Je me suis beaucoup inspiré de Unto this last de Ruskin et de son concept selon lequel le bien de l'individu est contenu dans le bien de tous. » C'est dans Unto This Last que Gandhi trouva une grande partie de ses idées sociales et économiques. Ruskin était concerné par les mêmes problèmes et apportait les solutions qui ont plu à Gandhi comme si elles étaient les siennes. 

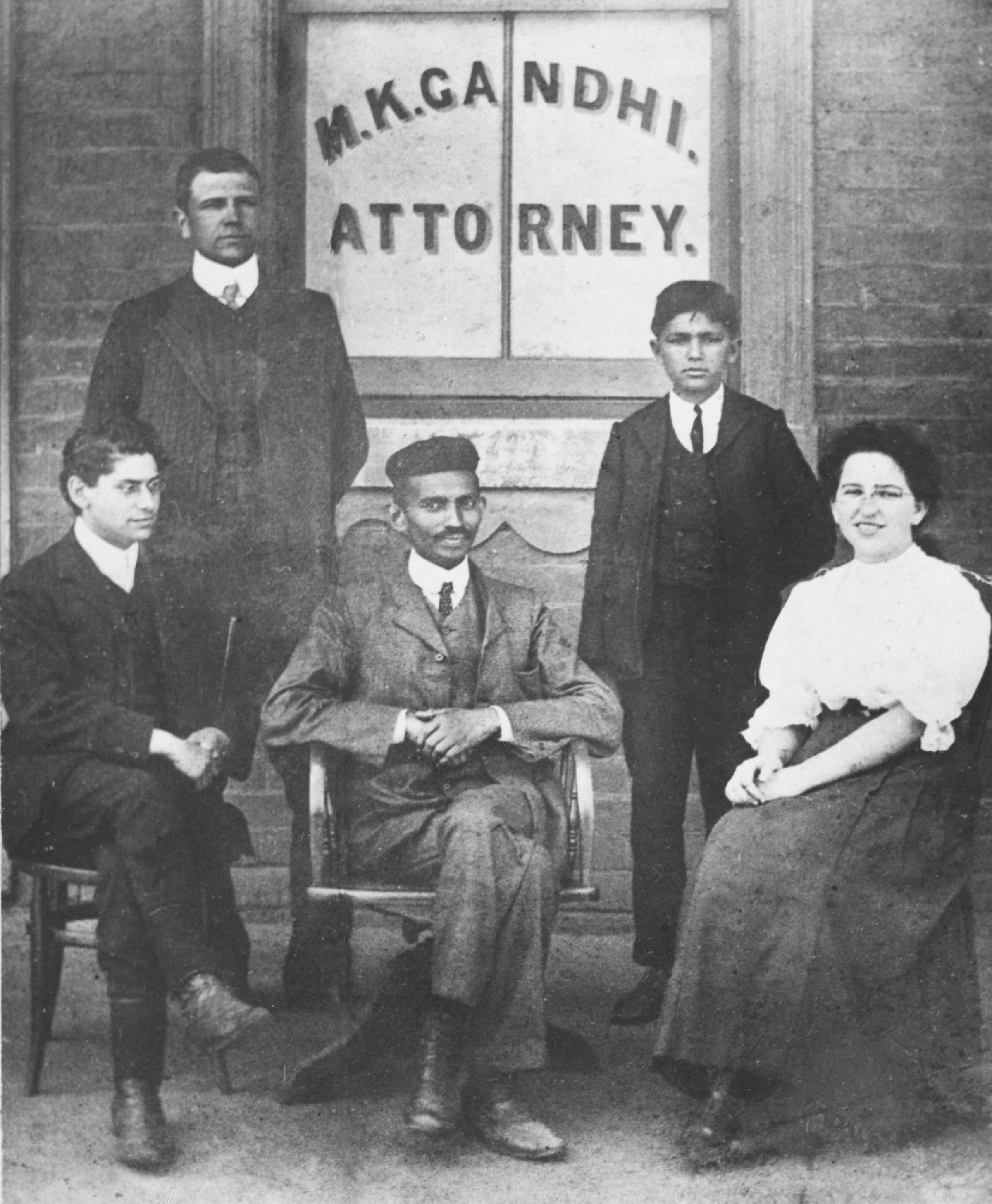
Gandhi (au centre) avec sa secrétaire, Miss Sonia Schlesin, et son collègue Mr. Polak (assis, à gauche de l'image) devant son cabinet d'avocat à Johannesburg en 1905.

Il découvrit l'ouvrage en mars 1904 en Afrique du Sud grâce à un ami rencontré dans un restaurant végétarien, Henry Polak (en), rédacteur en chef du journal The Critic à Johannesburg. Il décida, non seulement, de changer immédiatement sa propre vie en accord avec l'enseignement de Ruskin, mais il établit le journal Indian Opinion dans une ferme où tous recevraient un salaire égal, sans distinction de fonction, de race ou de nationalité.
Gandhi adapta Unto This Last en gujarati en 1908 sous le titre de Sarvodaya (« bien-être pour chacun » ou « progrès pour tous »). C'est aussi le nom qu'il donna à sa philosophie. Valji Govindji Desai traduisit cette adaptation en anglais en 1951 sous le titre Unto This Last, A paraphrase.

## Influence deUnto This Last
Le but de Unto This Last est double : définir la richesse, et démontrer que certaines conditions morales sont essentielles pour l'obtenir. Ce n'est pas un essai pour définir une nouvelle théorie économique ou pour proposer des politiques particulières. C'est d'abord et avant tout une critique des croyances et des idées populaires. Les économistes avaient défini un « homme économique » qui agit « invariablement pour obtenir la plus grande quantité de nécessités, de facilités ou de luxe, avec la plus petite quantité de travail et d'effort physique nécessaires dans l'état de connaissance existant », selon John Stuart Mill (1806-1873). Autrement dit, il ne serait motivé que par le désir d'un gain matériel. Les économistes n'imaginent pas qu'un tel être existe, mais affirment qu'il est nécessaire d'isoler l'objet de leur investigation, car « c'est la méthode que la science doit obligatoirement suivre ». Leurs buts sont de découvrir comment les lois du marché permettent aux personnes le souhaitant d'acquérir des richesses, et l'homme économique leur fournit un bon modèle. 
Pour Ruskin, et pour Gandhi, c'est précisément cela que la science ne doit pas faire. Si un tel individu n'existe pas, comment ce modèle pourrait-il être utilisé pour comprendre les actions humaines dans la réalité ? Plus que tout, dans le cas de la nature humaine, comment est-il possible de séparer la compréhension d'une action de son jugement moral ? Ce que les économistes veulent apparemment proposer, même si ce n'est pas leur intention, est que la société dans son ensemble profite de l'avidité et du matérialisme des individus égoïstes. Il semble qu'ils recommandent une telle conduite. Beaucoup de politiciens et d'industrialistes les comprennent certainement de cette façon, et agissent selon ce qu'ils prennent pour leurs conseils, ce qui suffit à Ruskin et à Gandhi pour démontrer l'irresponsabilité de la méthode.

#### Traductions
- John Ruskin (trad. de l'angl. par Pierre Thiesset et Quentin Thomasset), Il n'y a de richesse que la vie, Vierzon, Le pas de côté, 2012, 144 p. (ISBN 978-2-954-21831-1)
- Gandhi (livre audio, 56 min. Lu par Christian Baltauss), Unto This last - Une paraphrase, Éd. Saga Egmont, 2021